# Hedychium muluense
Hedychium muluense är en enhjärtbladig växtart som beskrevs av Rosemary Margaret Smith. Hedychium muluense ingår i släktet Hedychium och familjen Zingiberaceae. Inga underarter finns listade i Catalogue of Life.